# Kołodzieje (gromada)
Kołodzieje (do 31 XII 1960 Trumiejki) – dawna gromada, czyli najmniejsza jednostka podziału terytorialnego Polskiej Rzeczypospolitej Ludowej w latach 1954–1972.
Gromady, z gromadzkimi radami narodowymi (GRN) jako organami władzy najniższego stopnia na wsi, funkcjonowały od reformy reorganizującej administrację wiejską przeprowadzonej jesienią 1954 do momentu ich zniesienia z dniem 1 stycznia 1973, tym samym wypierając organizację gminną w latach 1954–1972.
Gromadę Kołodzieje z siedzibą GRN w Kołodziejach utworzono 1 stycznia 1961 w powiecie iławskim w woj. olsztyńskim w związku z przeniesieniem siedziby GRN gromady Trumiejki z Trumiejek do Kołodziejów i zmianą nazwy jednostki na gromada Kołodzieje.
Gromadę zniesiono 22 grudnia 1971, a jej obszar włączono do gromady Prabuty w tymże powiecie.